# Herrin (Illinois)
Herrin és una població dels Estats Units a l'estat d'Illinois. Segons el cens del 2000 tenia 11.835 habitants.

## Demografia
Segons el cens del 2000, Herrin tenia 11.298 habitants, 4.831 habitatges, i 3.014 famílies. La densitat de població era de 532 habitants/km².
Dels 4.831 habitatges en un 27,8% hi vivien nens de menys de 18 anys, en un 48,2% hi vivien parelles casades, en un 11,1% dones solteres, i en un 37,6% no eren unitats familiars. En el 33,1% dels habitatges hi vivien persones soles el 16,4% de les quals corresponia a persones de 65 anys o més que vivien soles. El nombre mitjà de persones vivint en cada habitatge era de 2,26 i el nombre mitjà de persones que vivien en cada família era de 2,88.
Per edats la població es repartia de la següent manera: un 22,2% tenia menys de 18 anys, un 8,1% entre 18 i 24, un 26,8% entre 25 i 44, un 22,7% de 45 a 60 i un 20,2% 65 anys o més.
L'edat mediana era de 40 anys. Per cada 100 dones de 18 o més anys hi havia 81,5 homes.
La renda mediana per habitatge era de 28.532 $ i la renda mediana per família de 39.108 $. Els homes tenien una renda mediana de 31.545 $ mentre que les dones 22.321 $. La renda per capita de la població era de 16.782 $. Aproximadament el 13,6% de les famílies i el 16% de la població estaven per davall del llindar de pobresa.

## Poblacions més properes
El següent diagrama mostra les poblacions més properes.